# Wolfgang II. Griesstätter zu Haslach

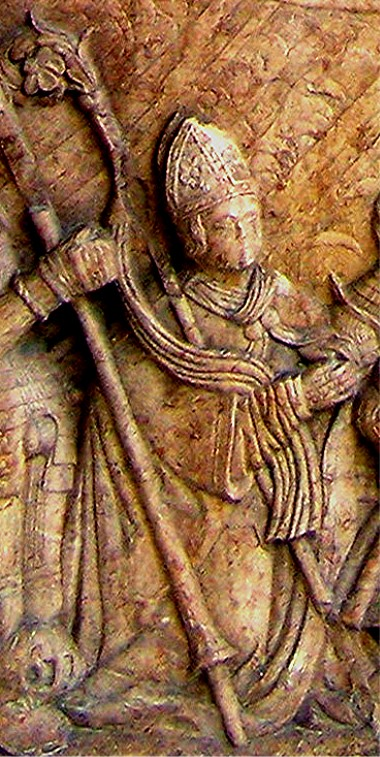
Wolfgang Griestätter in einer Detaildarstellung auf dem Grabdenkmal seines Vaters Urban in der Stadtpfarrkirche Mariä Himmelfahrt (Vilsbiburg)

Wolfgang Griesstätter zu Haslach (auch: Griesstetter, Griesteter; * 1490; † 14. Juli 1567) war von 1522 bis 1541 Propst des Klosterstiftes Höglwörth und daneben zwischenzeitlich Administrator des Klosters Baumburg, anschließend war er von 1541 bis 1559 als Wolfgang II. erst Stiftspropst im Rang eines Reichsprälaten, dann von 1559 bis 1567 erster Fürstpropst der Fürstpropstei Berchtesgaden sowie daneben ab 1561 Administrator der Stiftspropstei Altötting.

## Leben
Wolfgang Griesstätter zu Haslach entstammte einer niederbayrischen Adelsfamilie. Als Kanoniker studierte er ab 1514 in Ingolstadt, ab 1522 wurde er Prälat beziehungsweise Propst des Augustiner-Chorherren-Stiftes Höglwörth. Dieses Amt hatte er bis 1541 inne und war zwischenzeitlich zudem Administrator des Klosters Baumburg. Ab 1541 bis zu seinem Tod im Jahr 1567 ist er erst zum Stiftspropst im Range eines Reichsprälaten, ab 1559 – als erster offiziell „gefürstet“ – in den Rang eines „Fürstpropstes von Berchtesgaden“ und damit zu einem stimmberechtigten Reichsfürsten erhoben worden. Darüber hinaus unterstellte ihm 1561 Herzog Albrecht von Bayern zusätzlich noch die Stiftspropstei Ötting.
Auf seinen ausdrücklichen Wunsch hin, wurde er nach seinem Tod nicht in der Berchtesgadener Stiftskirche, sondern in der „von ihm geliebten Kirche am Anger“ in Berchtesgaden bestattet.

## Wirken

### Einstand als Stiftspropst von Berchtesgaden
Als Wolfgang II. stand er ab 1541 einem Kapitel von elf bayerischen und salzburgischen Edelleuten vor. Von diesen Chorherren zog er sich später Jakob Pütrich als Koadjutor heran, um ihn zu seinem Nachfolger aufzubauen.
Die Jahreseinkünfte des Klosterlandes umfassten seinerzeit 900 Gulden Zinszahlungen der Bauern (siehe Landbrief des Vorgängers Ulrich I. Wulp (1377–1382)) sowie deren Zehent von ihren Ernteerträgen mit 90 Schäffeln Getreide und 7000 großen Käselaiben, die für den eigenen Haushalt des Klosterstifts und für Almosen verwendet wurden. Nach Verlust ertragreicher Gebiete in der Oberpfalz und in Franken verblieben nur noch die Einnahmen aus weiteren Besitzungen im Bayerischen und Österreichischen mit insgesamt 550 Gulden und 340 Schäffeln Getreide.

### Neue Salzquelle und Erbauung neuer Saline
Nachdem in Bischofswiesen an der Tann eine Salzquelle und an der Gmündbrücke Steinsalz entdeckt wurde, vermochte Griesstätter mit Herzog Albrecht von Bayern im Jahr 1555 einen für das Berchtesgadener Land vorteilhaften Vertrag zu schließen. Danach sollte alles an diesen zwei Stellen abgebaute Salz zu einem festen Preis – der Saum zu 14 Kreuzern sowie Zollgebühren von einem Weißpfennig – ausschließlich an Bayern gehen. Damit waren Absatz und Verkauf des Salzes auf lange Zeit gesichert. Die Transportwege und dafür nötigen Brücken hatte allein die Berchtesgadener Propstei zu errichten und instand zu halten, Bayern im Gegenzug diese Salzvorkommen gegen das Fürsterzbistum Salzburg zu schützen. Der Transport des Salzes und die daraus resultierenden Einnahmen wiederum waren allein den Einwohnern des Berchtesgadener Landes vorbehalten.
In der Folge ist 1556 im Ort Berchtesgaden auf dem Gut Frauenreut (auch Fronreut; heute Salinenplatz, zuvor Am Güterbahnhof) eine Saline erbaut worden, die ebenfalls dem Zugriff Salzburgs entzogen war und neue Arbeitsplätze schaffte. Und dies, obwohl sich die beiden Bischofswieser Salzstätten als nicht lohnend erwiesen. Stattdessen brachte Griesstätter den 1517 von Gregor Rainer aufgeschlagenen Petersberg und den 1558 im Salzbergwerk neu aufgeschlagenen Frauenberg in den Vertrag mit dem Herzogtum Bayern ein.

### Tilgung der Schulden an Salzburg

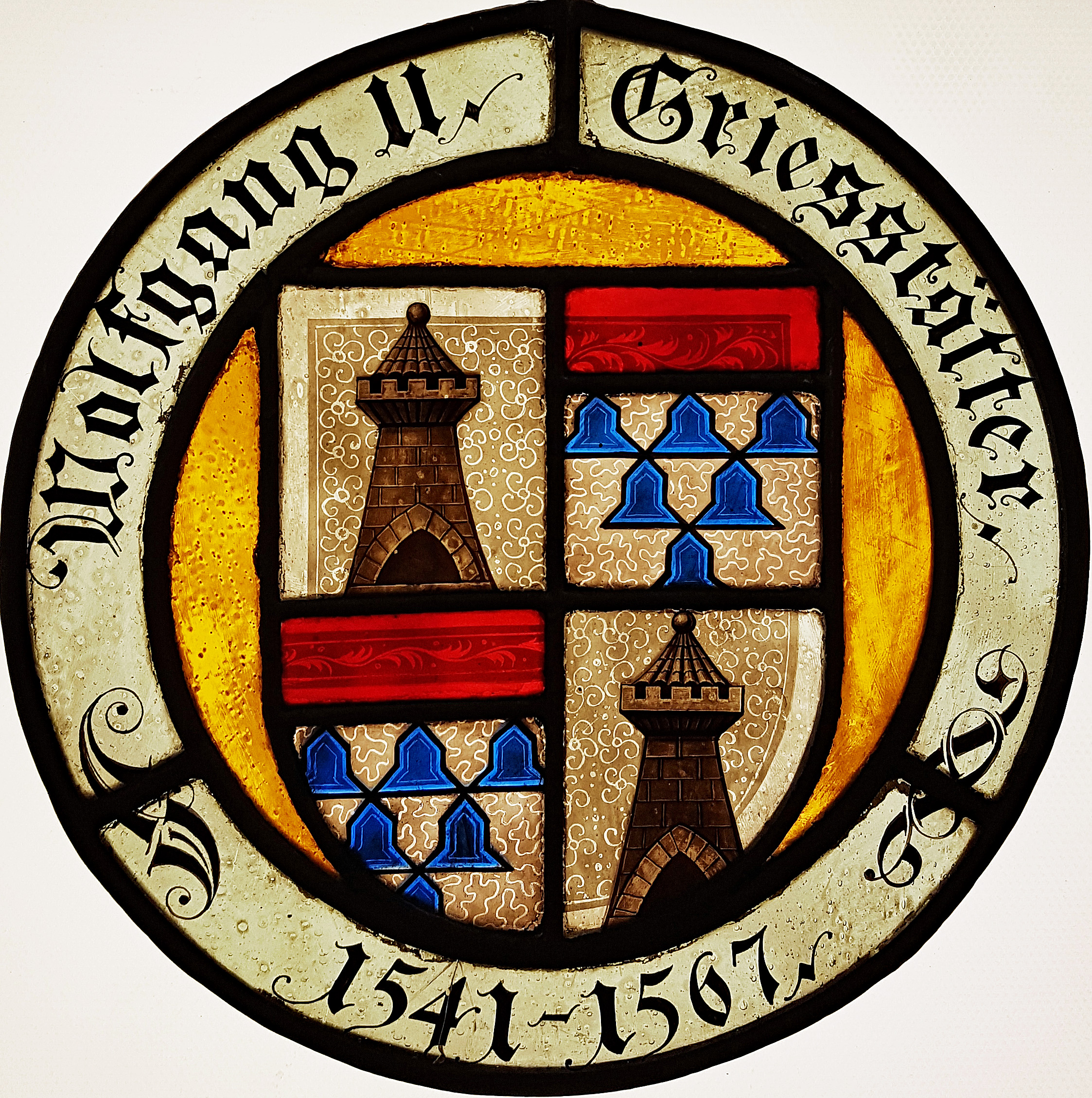
Wappenscheibe der Griesstätters

1556 ist auch das Jahr, in dem Griesstätter den Rest einer 167 Jahre währenden Schuldenlast zu tilgen und damit Schellenberg aus der Salzburger Pfandschaft zu lösen vermochte. Der dazu unterzeichnete Vertrag unter Mitwirkung des Bischofs von Eichstätt ist als „Eichstätter Kompromiss“ bekannt und verstand sich auch als Friedensvertrag mit Salzburg.
Dennoch hatte Griesstätter finanzielle Sorgen, war er doch als Reichsfürst verpflichtet, einen nicht geringen Beitrag zur Rüstung und zur Türkensteuer zu leisten. Laut Reichsmatrikel des Reichstags zu Worms (1521) hatte er zwei Mann zu Pferd und 34 Mann zu Fuß bereitzustellen. (Zum Vergleich: Das gesamte Aufgebot Bayerns umfasste wie für Salzburg jeweils 60 Ritter und 272 Fußsoldaten.) Zehn Jahre später waren schon doppelt so viele Landsknechte vorzuhalten.

### Schließung des Frauenklosters am Anger
Griesstätter schloss 1564 das bedeutungslos gewordene und bereits nahezu verwaiste Frauenkloster am Anger. Seinen Plan, dort ein Armenspital zu errichten, vermochte er jedoch nicht umzusetzen.

### Einrichtung des Griesstätter Fonds
Kurz vor seinem Tod begründete er den Griesstätter Fonds als Stiftung mit dem Motto: „Seid reich und überflüssig in allen guten Werken.“ In die gab er 10000 Gulden ein für „Arme, Kranke und Krüppelhafte“ sowie für Stipendien an „zween Jünglinge sittlichen Wesens und Wandels“, die damit „gelert“ werden können in „Universali Studio catholico Germaniae“ in Ingolstadt, Freiburg oder Wien. Ferner sollten sie an „drey geborne Lanndtsdöchter“ vergeben werden, denen als „tugendsame Junckfrauen“ je zwanzig Gulden für den Eintritt in den Ehestand zu gewähren waren.

## Familie und Familienname
Erst erwähnte Angehörige dieses Familiengeschlechts sind Friedrich, Heinrich, Sibold von Griesstetten alias Grietzenstetten. Deren Familiennamen wurde um 1160 oder 1170 der „ministeriale“ Zusatz „zu Haslach“ angefügt.
Die allgemein übliche „neue“ Schreibweise, wie beispielsweise auch für einen Straßennamen in Berchtesgaden, lautet „Griesstätter“ beziehungsweise „Griesstätter zu Haslach“. Einige Historiker hingegen gebrauchen die Schreibweise „Griesstetter“ beziehungsweise „Griesstetter zu Haslach“, wie sie noch auf den Grabmälern nachfolgender Familienangehöriger nachzulesen ist.
- Urban Griesstätter zu Haslach und Herrnfelden († 1514), von 1493 bis 1514 herzoglicher Pfleger von Vilsbiburg und Geisenhausen ⚭ Margaretha Greul von Greulsberg (siehe auch Greilsberg bei Bayerbach bei Ergoldsbach, Landkreis Landshut) auf Vatersham (Ortsteil von Oberbergkirchen nahe bei Aspertsham)
  - Wolfgang Griesstätter zu Haslach (1490–1567), von 1522 bis 1541 Propst des Augustiner-Chorherren-Stiftes Höglwörth, dazwischen von 1536 bis 1538 Administrator des Klosters Baumburg, von 1541 bis 1567 erst Stifts-, dann Fürstpropst von Berchtesgaden sowie ab 1561 Administrator der Stiftspropstei Ötting.
  - Johann Griesstätter von Haslach, von 1541 bis 1551 Propsteirichter in Berchtesgaden ⚭ Anna Anicher aus Tirol
  - Thomas I. Griesstätter zu Haslach, Herrnfelden und Thalham, Landrichter zu Berchtesgaden 1551 bis 1558 ⚭ Regina Hinterskirchner (von Hinterskirchen bei Velden) ⚭ Anna Goder von Kriesdorf[15]
    - Thomas II. Griesstätter zu Haslach, Herrnfelden und Thalham (–31. Januar 1580), fürstlicher Pfleger zu Biburg

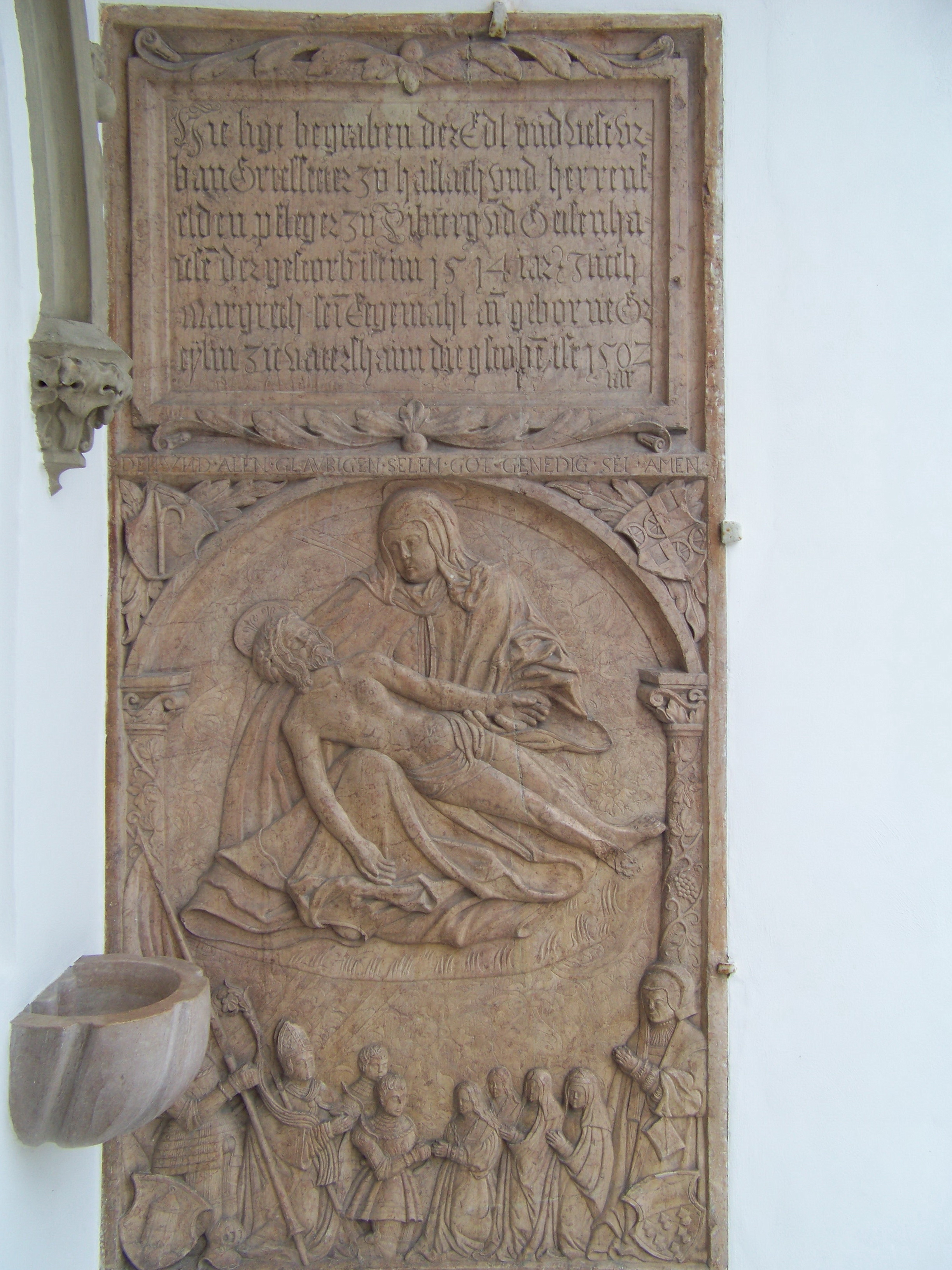
Grabplatte Urban Griesstetter in der Stadtpfarrkirche Mariä Himmelfahrt (Vilsbiburg); als zweiter von links ist mit der Bischofsmütze Wolfgang Griesstätter dargestellt
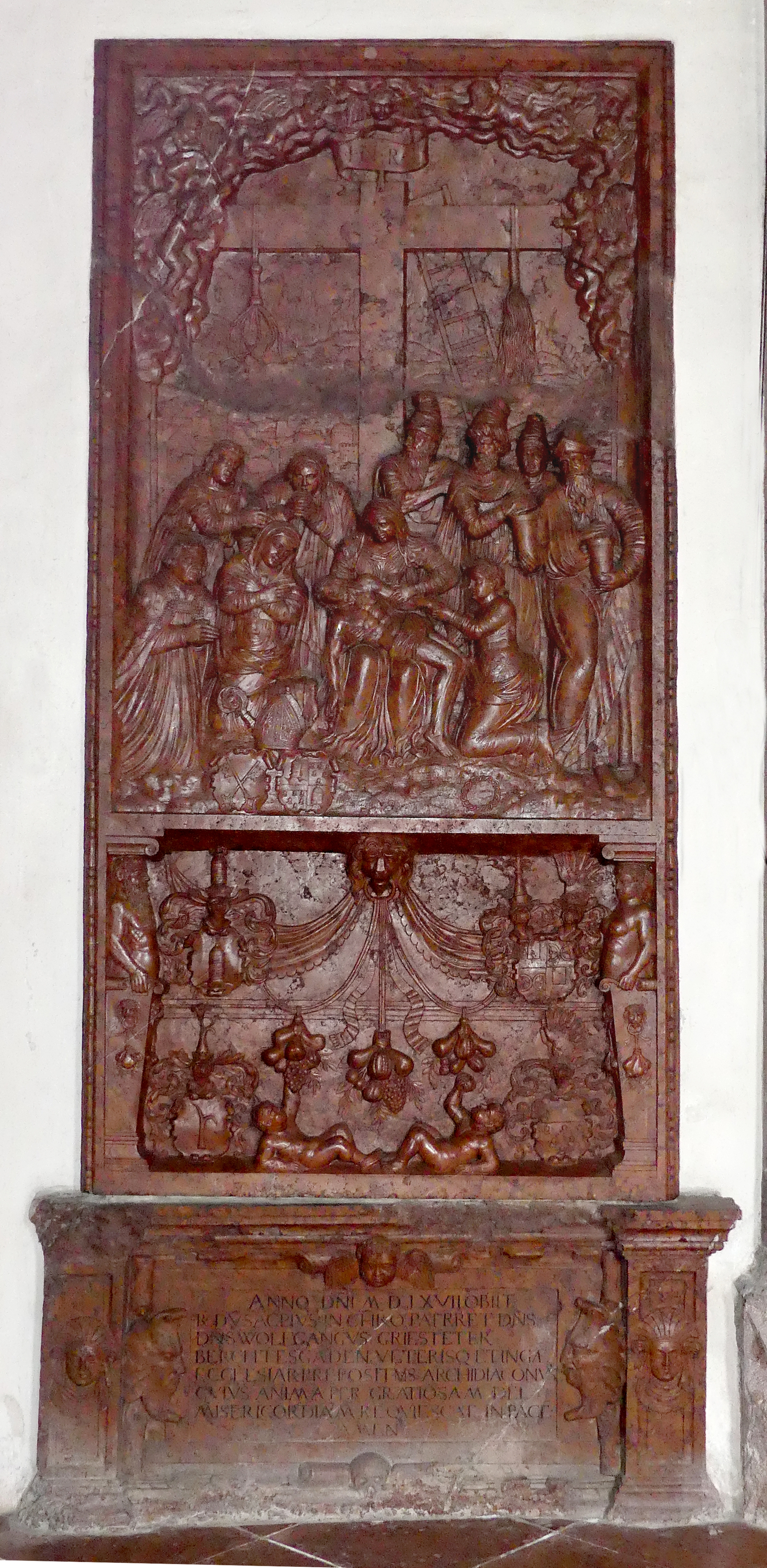
Wolfgang Griestätters Grabdenkmal in der Franziskanerkirche (Berchtesgaden); in der Personengruppe unter dem Kreuz ist ganz links ebenfalls Wolfgang Griestätter selbst dargestellt und zu seinen Füßen rechts davon die Wappen der Fürstpropstei und das seiner Familie
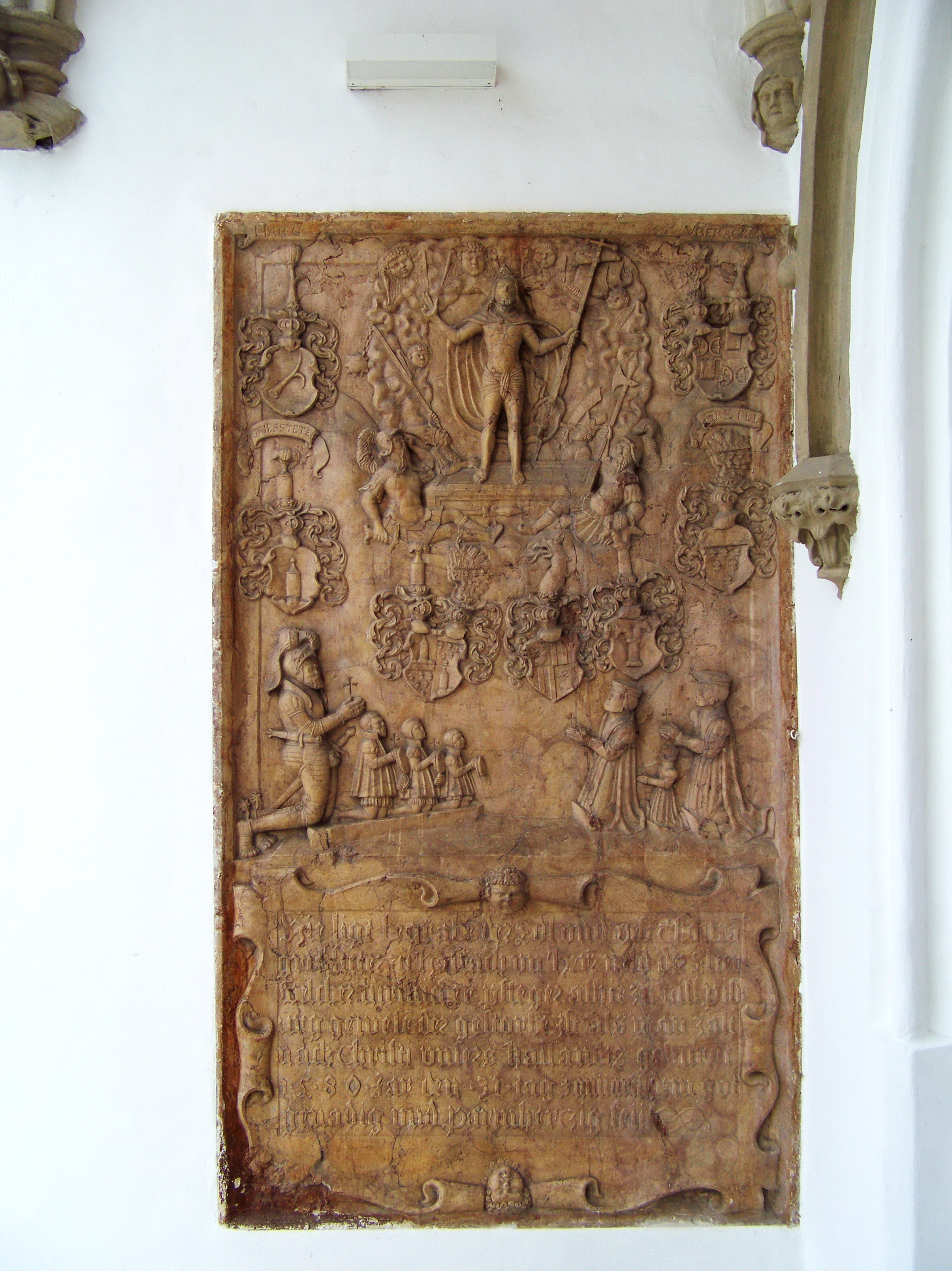
Grabplatte Thomas I. Griesstätter in der Stadtpfarrkirche Mariä Himmelfahrt (Vilsbiburg)

## Postume Würdigungen
- Er ist der einzige aller Berchtesgadener Stifts- und Fürstpröpste, der mit der Benennung einer Straße innerhalb des Marktzentrums geehrt wurde. Wegen seiner Wohltätigkeit wurde die Verbindungsstraße zwischen Maximilianstraße und Ludwig-Ganghoferstraße (vormals: Berghofstraße) nach ihm Griesstätterstraße benannt.[15]
- Ihm zu Ehren ist im Salzbergwerk Berchtesgaden auch der Griesstätterberg benannt.[15]